# Ethan Katzberg
Ethan Katzberg (Nanaimo, 2002. április 5. –) kanadai olimpiai és világbajnok kalapácsvető. A 2023-as világbajnokságon 21 évesen lett világbajnok, amivel a szám legfiatalabb győztese lett.

## Pályafutása
Katzberg nővérét édesapjuk tanította kalapácsvetésre és Ethan 14 évesen ennek hatására kezdett foglalkozni a sportággal. Kezdetben édesapja edzette őt is, majd később a középiskolában lett a korábbi olimpiai és világbajnoki érmes súlylökő Dylan Armstrong az edzője.
Első nemzetközi versenye a 2021-es junior atlétikai világbajnokság volt Kenyában, ahol döntőbe jutott, de ott érvényes kísérlet nélkül zárt. 2022-ben részt vett a Nemzetközösségi játékokon Birminghamben, ahol 76,36 méteres egyéni csúccsal ezüstérmes lett. A 2023-as szezon elején 78,41 méteres dobást is bemutatott, majd júliusban a kanadai bajnokságot 78,73 méteres teljesítménnyel nyerte. A 2023-as világbajnokságon Budapesten jutott először 80 méter fölé. Már a selejtezőben 81,18 méteres első kísérletével biztosította döntőbe jutását. A döntőben hat kísérletéből négy is 80 méter fölötti volt, legjobbja 81,25 méter lett, amivel megszerezte a világbajnoki címet.
A 2024-es szezon elején 84,38 métert dobott Nairobiban, ami új kanadai rekord és 2008 óta a legjobb eredmény kalapácsvetésben. A párizsi olimpián első helyen jutott döntőbe, ott pedig rögtön első, 84,12 méteres dobása biztosította számára az aranyérmet, Halász Bencét megelőzve.

## Egyéni legjobbjai
| Versenyszám   | Eredmény | Helyszín       | Időpont           |
| ------------- | -------- | -------------- | ----------------- |
| kalapácsvetés | 84,38 m  | Nairobi, Kenya | 2024. április 20. |